# Marathon van Turijn 1991
De marathon van Turijn 1991 vond plaats op zondag 29 september 1991. Er werd gestart in Avigliana en gefinisht in Turijn. Het was de vijfde editie van deze marathon. In totaal finishten 640 deelnemers, waarvan 607 mannen en 33 vrouwen. Het parcours wordt 0,745 km te kort beschouwd.
De wedstrijd bij de mannen werd een overwinning voor de Italiaan Walter Durbano in 2:10.03, die de overwinning een jaar eerder op één seconde was misgelopen. Hij had bijna een minuut voorsprong op zijn landgenoot Raffaello Alliegro. Gianni Truschi werd derde en zorgde ervoor dat het podium van de mannen volledig Italiaans was. Bij de vrouwen was de Wit-Russische Alla Doudaeva het snelste. Zij won de wedstrijd in 2:39.41.

## Uitslagen

### Mannen
| rang   | naam                | land | tijd    |
| ------ | ------------------- | ---- | ------- |
| Goud   | Walter Durbano      | ITA  | 2:10.03 |
| Zilver | Raffaello Alliegro  | ITA  | 2:10.56 |
| Brons  | Gianni Truschi      | ITA  | 2:11.19 |
| 4      | Joseph Kipsang      | KEN  | 2:12.20 |
| 5      | Neji Maklouf        | TUN  | 2:12.25 |
| 6      | Giuseppe Miccoli    | ITA  | 2:12.42 |
| 7      | Gianni Poli         | ITA  | 2:13.21 |
| 8      | Zdenek Mezulianik   | TCH  | 2:13.43 |
| 11?    | Alessandro Rastello | ITA  | 2:15.23 |

### Vrouwen
| rang   | naam                   | land | tijd    |
| ------ | ---------------------- | ---- | ------- |
| Goud   | Alla Doudaeva          | BLR  | 2:39.41 |
| Zilver | Irina Ruban            | RUS  | 2:40.45 |
| Brons  | Zahra Akrachi          | MAR  | 2:43.47 |
| 4      | Anna-Maria Garelli     | ITA  | 2:46.23 |
| 5      | Maria-Grazia Navacchia | ITA  | 2:46.37 |

1974 ·
1975 ·
1976 ·
1977 ·
1978 ·
1979 ·
1980 ·
1981 ·
1982 ·
1983 ·
1984 ·
1985 ·
1986 ·
1987 ·
1988 ·
1989 ·
1990 ·
1991 ·
1992 ·
1993 ·
1994 ·
1995 ·
1996 ·
1997 ·
1998 ·
1999 ·
2000 ·
2001 ·
2002 ·
2003 ·
2004 ·
2005 ·
2006 ·
2007 ·
2008 ·
2009 ·
2010 ·
2011 ·
2012 ·
2013 ·
2014 ·
2015 ·
2016 ·
2017